# Internazionali di Tennis di Baviera 2016 - Qualificazioni singolare
Le qualificazioni del singolare degli Internazionali di Tennis di Baviera 2016 sono state un torneo di tennis preliminare per accedere alla fase finale della manifestazione. I vincitori dell'ultimo turno sono entrati di diritto nel tabellone principale. In caso di ritiro di uno o più giocatori aventi diritto a questi sono subentrati i lucky loser, ossia i giocatori che hanno perso nell'ultimo turno ma che avevano una classifica più alta rispetto agli altri partecipanti che avevano comunque perso nel turno finale.

## Teste di serie
1. Mirza Bašić (primo turno)
2. Igor Sijsling (qualificato)
3. Daniel Brands (primo turno)
4. Alejandro González (primo turno)

1. Jozef Kovalík (ultimo turno, Lucky loser)
2. Vincent Millot (ultimo turno)
3. Tobias Kamke (ultimo turno)
4. Peter Gojowczyk (primo turno)

## Qualificati
1. Cedrik-Marcel Stebe
2. Igor Sijsling

1. Matthias Bachinger
2. Florian Mayer

### Lucky loser
1. Jozef Kovalík

## Tabellone

### Legenda
| - Q = Qualificato - WC = Wild card - LL = Lucky loser | - ALT = Alternate - SE = Special Exempt - PR = Protected Ranking | - w/o = Walkover - r = Ritirato - d = Squalificato |

### Sezione 1
|  | Primo turno | Primo turno         | Primo turno         | Primo turno | Primo turno |  |  | Ultimo turno | Ultimo turno        | Ultimo turno | Ultimo turno | Ultimo turno |  |
|  |             |                     |                     |             |             |  |  |              |                     |              |              |              |  |
|  | 1           | Mirza Bašić         | Mirza Bašić         | 4           | 3           |  |  |              |                     |              |              |              |  |
|  |             | Nils Langer         | Nils Langer         | 6           | 6           |  |  |              | Nils Langer         | 6            | 62           | 4            |  |
|  | WC          | Cedrik-Marcel Stebe | Cedrik-Marcel Stebe | 6           | 7           |  |  | WC           | Cedrik-Marcel Stebe | 2            | 7            | 6            |  |
|  | 8           | Peter Gojowczyk     | Peter Gojowczyk     | 1           | 65          |  |  |              |                     |              |              |              |  |

### Sezione 2
|  | Primo turno | Primo turno     | Primo turno     | Primo turno | Primo turno |  |  | Ultimo turno | Ultimo turno  | Ultimo turno  | Ultimo turno | Ultimo turno |  |
|  |             |                 |                 |             |             |  |  |              |               |               |              |              |  |
|  | 2           | Igor Sijsling   | Igor Sijsling   | 6           | 6           |  |  |              |               |               |              |              |  |
|  |             | Andrej Golubev  | Andrej Golubev  | 2           | 1           |  |  | 2            | Igor Sijsling | Igor Sijsling | 7            | 6            |  |
|  | WC          | Alexander Erler | Alexander Erler | 3           | 3           |  |  | 5            | Jozef Kovalík | Jozef Kovalík | 64           | 3            |  |
|  | 5           | Jozef Kovalík   | Jozef Kovalík   | 6           | 6           |  |  |              |               |               |              |              |  |

### Sezione 3
|  | Primo turno | Primo turno              | Primo turno        | Primo turno | Primo turno |  |  | Ultimo turno | Ultimo turno       | Ultimo turno       | Ultimo turno | Ultimo turno |  |
|  |             |                          |                    |             |             |  |  |              |                    |                    |              |              |  |
|  | 3           | Daniel Brands            | Daniel Brands      | 3           | 4           |  |  |              |                    |                    |              |              |  |
|  | PR          | Matthias Bachinger       | Matthias Bachinger | 6           | 6           |  |  | PR           | Matthias Bachinger | Matthias Bachinger | 7            | 6            |  |
|  |             | Adrián Menéndez-Maceiras | 6                  | 5           | 3           |  |  | 7            | Tobias Kamke       | Tobias Kamke       | 5            | 1            |  |
|  | 7           | Tobias Kamke             | 3                  | 7           | 6           |  |  |              |                    |                    |              |              |  |

### Sezione 4
|  | Primo turno | Primo turno        | Primo turno        | Primo turno | Primo turno |  |  | Ultimo turno | Ultimo turno   | Ultimo turno | Ultimo turno | Ultimo turno |  |
|  |             |                    |                    |             |             |  |  |              |                |              |              |              |  |
|  | 4           | Alejandro González | Alejandro González | 2           | 4           |  |  |              |                |              |              |              |  |
|  | Alt         | Florian Mayer      | Florian Mayer      | 6           | 6           |  |  | Alt          | Florian Mayer  | 7            | 4            | 6            |  |
|  | Alt         | Nikola Mektić      | Nikola Mektić      | 2           | 4           |  |  | 6            | Vincent Millot | 5            | 6            | 4            |  |
|  | 6           | Vincent Millot     | Vincent Millot     | 6           | 6           |  |  |              |                |              |              |              |  |